# Hyleoides concinnula
Hyleoides concinnula är en biart som beskrevs av Cockerell 1909. Hyleoides concinnula ingår i släktet Hyleoides och familjen korttungebin. Inga underarter finns listade i Catalogue of Life.

## Bildgalleri

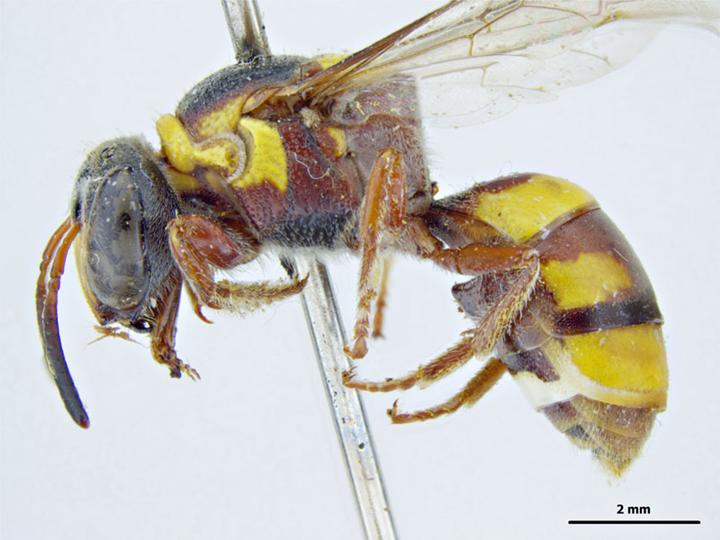
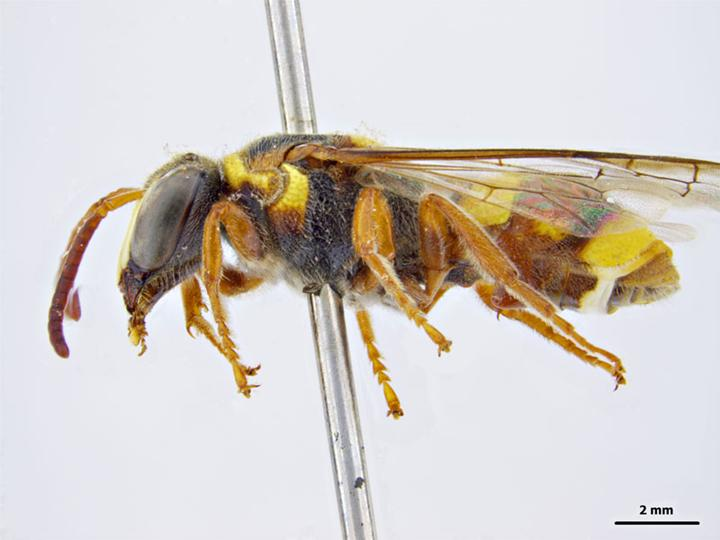